# Червоний Лужок
Червоний Лужок (біл. вёска Чэрвоні Лужок) — село в складі Смолевицького району Мінської області, Білорусь. Село підпорядковане Драчківській сільській раді, розташоване в центральній частині області.